# Vasticardium angulatum
Vasticardium angulatum is een tweekleppigensoort uit de familie van de Cardiidae. De wetenschappelijke naam van de soort is voor het eerst geldig gepubliceerd in 1819 door Lamarck.
Rechter en linker klep van hetzelfde exemplaar:

Rechter Klep
Linker Klep